# Space Channel 5 VR: Kinda Funky News Flash!
Space Channel 5 VR: Kinda Funky News Flash! (スペースチャンネル5VR あらかた★ダンシングショー, Space Channel 5 VR Arakata Dancing Show) est un jeu vidéo de rythme sorti sur PlayStation 4 en février 2020. Il a été développé par Grounding Inc. et édité par Sega et fait partie de la série Space Channel 5, dont il constitue le dernier épisode après Space Channel 5: Ulala's Cosmic Attack.